# José de Freitas
José de Freitas est une municipalité brésilienne située dans l'État du Piauí.